# 오시아게역
오시아게역(일본어: 押上駅)은 일본 도쿄도 스미다구에 위치한 게이세이 전철 · 도쿄 도 교통국 (도영 지하철) · 도쿄 메트로 · 도부 철도의 철도역이다. 게이세이 전철의 오시아게 선과 도쿄 도 교통국 지하철 아사쿠사 선, 도쿄 메트로 한조몬 선, 도부 철도의 이세사키 선 등 4개의 노선이 운행되고 있다. 2012년 5월 22일 도쿄 스카이트리 타운 개장에 맞춰, 이 역을 관리하는 4개 사의 부역명이 '스카이트리'이 명명되었다.

## 타는 곳
섬식 승강장 2면 4선의 구조를 갖춘 지하역이다.
| 1 · 2 | 도쿄 도 교통국 | 아사쿠사 선 | 아사쿠사 · 히가시긴자 · 신바시 · 니시마고메 · (게이큐 선) 시나가와 · 하네다 공항 · 요코하마 | 일부 시발은 3번선 |
| 3 · 4 | 게이세이 전철  | 오시아게 선 | 아오토 · 후나바시 · 나리타 공항 · 지바 · 인바니혼이다이 방면                                | 일부 시발은 2번선 |

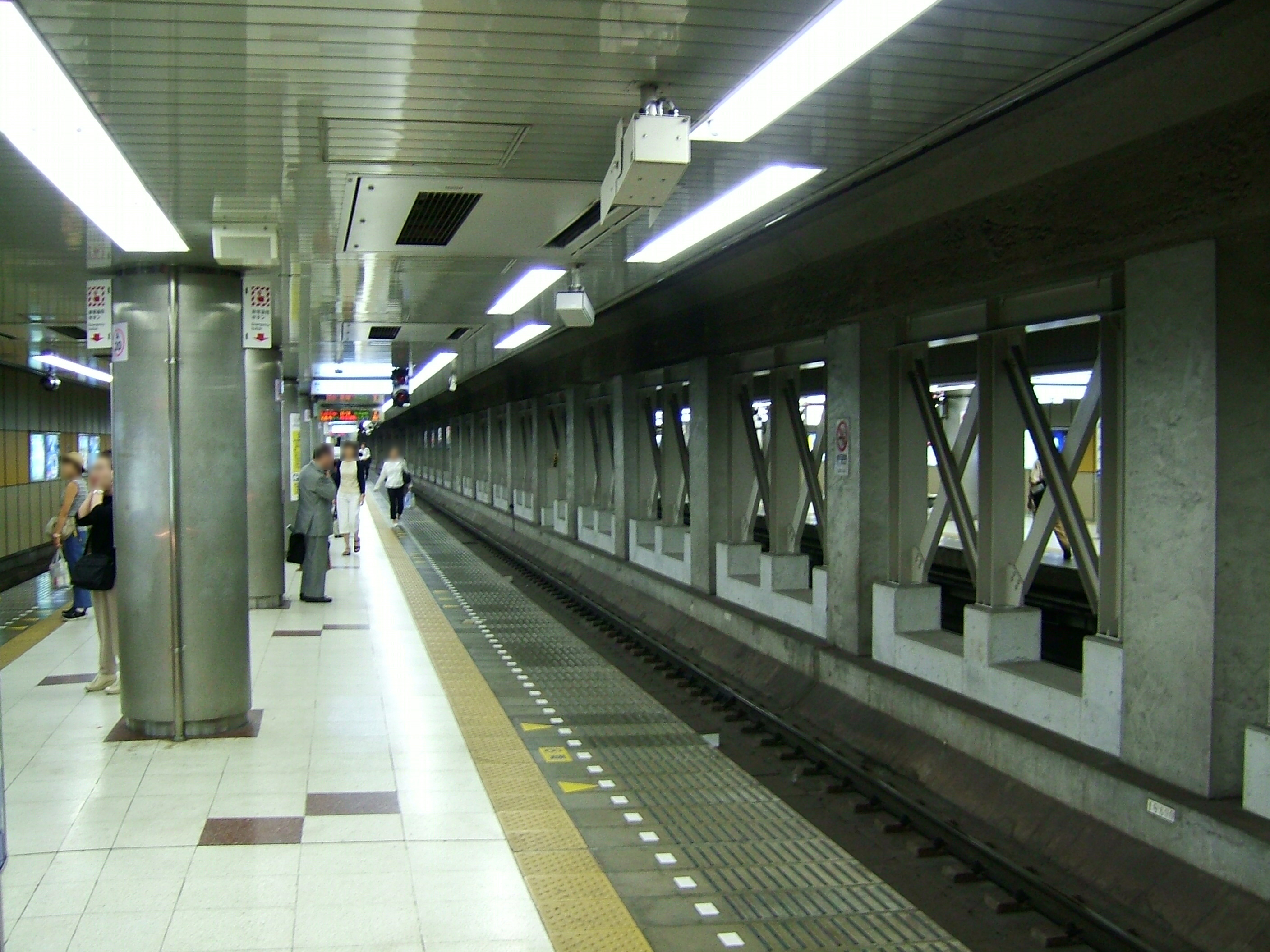
도영 지하철·게이세이 승강장
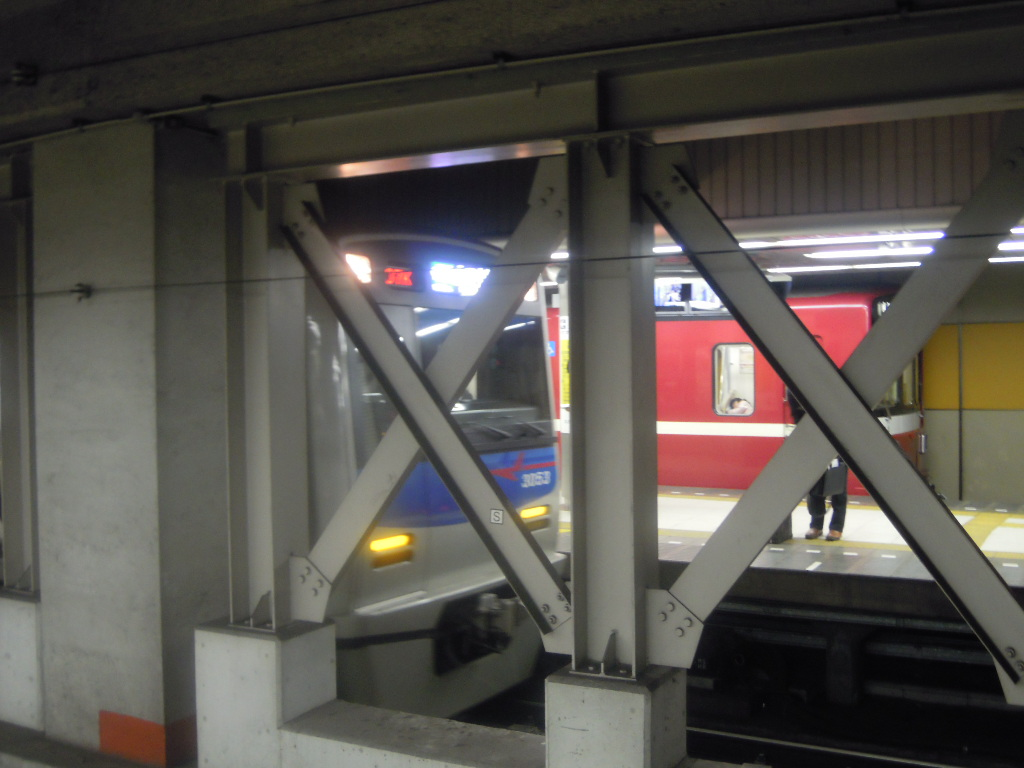
3,4번선 승강장

### 도쿄 메트로 · 도부 철도
섬식 승강장 2면 4선의 구조를 갖춘 지하역이다.
| 1 | 도쿄 메트로 | 한조몬 선            | 긴시초 · 오테마치 · 시부야 · 주오린칸 방면 (도큐 덴엔토시 선)    | 도부 선으로부터의 직통 |
| 2 | 도쿄 메트로 | 한조몬 선            | 긴시초 · 오테마치 · 시부야 · 주오린칸 방면 (도큐 덴엔토시 선)    | 아침 · 밤의 당 역 환승 |
| 3 | 도쿄 메트로 | 한조몬 선            | 긴시초 · 오테마치 · 시부야 · 주오린칸 방면 (도큐 덴엔토시 선)    | 당 역 환승             |
| 4 | 도부 철도   | 도쿄 스카이트리 라인 | 기타센주 · 고시가야 · 도부 동물공원 · 구키 · 미나미쿠리하시 방면 |                        |

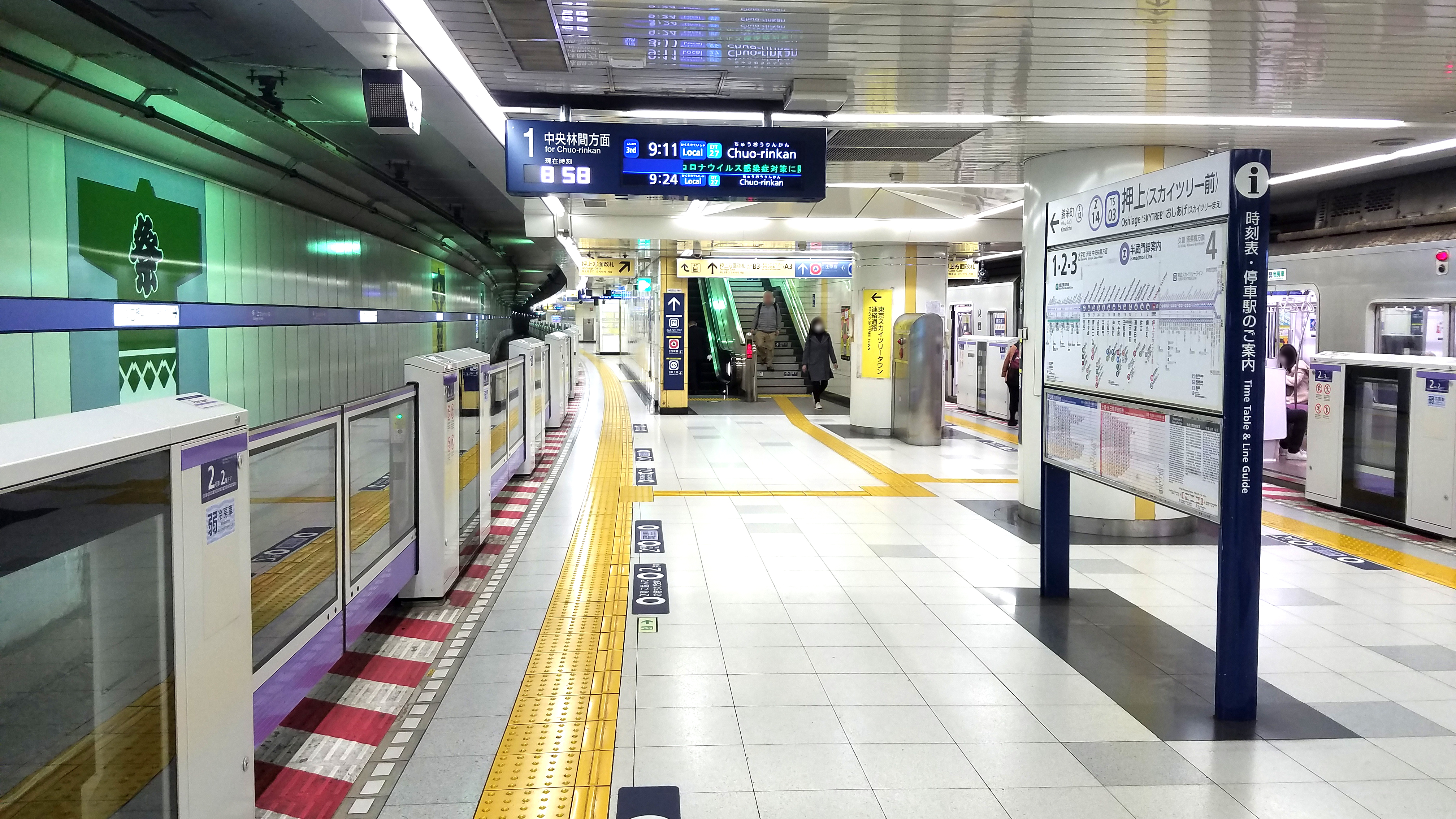
도쿄 메트로·도부 철도 승강장

## 이용 현황

### 연도별 1일 평균 하차 인원
| 연도   | 게이세이 오시아게 선 | 게이세이 선 아사쿠사 선 직통 인원 | 도영 지하철 아사쿠사 선 | 도쿄 메트로 한조몬 선 | 도부 선 한조몬 선 직통 인원 | 도부 철도 이세사키 선          | 도부 철도 이세사키 선                  | 도부 철도 이세사키 선 |
| 연도   | 1일 평균 하차 인원   | 게이세이 선 아사쿠사 선 직통 인원 | 1일 평균 하차 인원      | 1일 평균 하차 인원    | 도부 선 한조몬 선 직통 인원 | 오시아게 역 1일 평균 하차 인원 | 도쿄 스카이 트리 역 1일 평균 하차 인원 | 1일 평균 하차 인원    |
| ------ | -------------------- | --------------------------------- | ----------------------- | --------------------- | --------------------------- | ------------------------------ | -------------------------------------- | --------------------- |
| 2000년 |                      |                                   | 179,084                 |                       |                             |                                |                                        |                       |
| 2001년 |                      |                                   | 182,433                 |                       |                             |                                |                                        |                       |
| 2002년 |                      |                                   | 182,849                 | 26,508                |                             |                                |                                        | 42,475                |
| 2003년 | 168,235              |                                   | 171,182                 | 61,508                | 26,645                      | 37,760                         | 7,703                                  | 45,463                |
| 2004년 | 171,105              |                                   | 167,620                 | 72,877                | 32,535                      | 45,818                         | 7,189                                  | 53,007                |
| 2005년 | 172,946              |                                   | 167,740                 | 78,774                | 33,929                      | 48,179                         | 6,935                                  | 55,114                |
| 2006년 | 177,029              | 136,772                           | 171,556                 | 90,291                | 40,398                      | 57,206                         | 6,774                                  | 63,980                |
| 2007년 | 183,897              | 146,713                           | 182,278                 | 105,799               | 45,169                      | 64,241                         | 6,902                                  | 71,143                |
| 2008년 | 187,241              | 160,966                           | 183,776                 | 110,916               | 54,480                      | 71,614                         | 6,896                                  | 78,510                |
| 2009년 | 186,224              | 163,496                           | 183,098                 | 115,203               | 56,317                      | 73,690                         | 6,988                                  | 80,678                |
| 2010년 | 186,230              | 163,895                           | 184,002                 | 120,091               | 58,159                      | 76,053                         | 9,069                                  | 85,122                |
| 2011년 | 181,171              | 159,745                           | 177,963                 | 120,324               | 56,470                      | 72,923                         | 8,719                                  | 81,642                |
| 2012년 | 187,712              | 161,340                           | 194,657                 | 141,125               | 59,167                      | 79,705                         | 25,494                                 | 105,199               |
| 2013년 | 192,877              | 166,297                           | 200,129                 | 147,642               |                             |                                |                                        | 106,572               |
| 2014년 | 195,147              | 169,059                           | 200,913                 | 153,857               |                             |                                |                                        | 107,663               |
| 2015년 | 202,596              | 175,491                           | 206,863                 | 162,910               |                             |                                |                                        | 111,477               |

### 연도별 1일 평균 승차 인원 (1989 ~ 2000)
| 연도   | 게이세이 전철 | 도영 지하철 |
| ------ | ------------- | ----------- |
| 1989년 | 67,318        | 75,595      |
| 1990년 | 68,923        | 78,285      |
| 1991년 | 77,997        | 91,645      |
| 1992년 | 80,992        |             |
| 1993년 | 81,638        | 97,301      |
| 1994년 | 82,841        | 98,153      |
| 1995년 | 83,888        | 96,962      |
| 1996년 | 82,836        | 96,101      |
| 1997년 | 83,726        | 96,479      |
| 1998년 | 81,811        | 94,877      |
| 1999년 | 80,648        | 92,962      |
| 2000년 | 79,805        | 92,293      |

### 연도별 1일 평균 승차 인원 (2001 ~ )
| 연도   | 게이세이 전철 | 도영 지하철 | 도쿄 메트로 | 도부 철도 |
| ------ | ------------- | ----------- | ----------- | --------- |
| 2001년 | 81,118        | 93,703      | 미개업      | 미개업    |
| 2002년 | 80,808        | 93,953      | 17,000      | 6,156     |
| 2003년 | 83,902        | 87,773      | 30,721      | 21,213    |
| 2004년 | 84,953        | 86,006      | 36,923      | 25,005    |
| 2005년 | 85,956        | 85,948      | 39,951      | 26,088    |
| 2006년 | 88,011        | 87,744      | 45,649      | 30,638    |
| 2007년 | 91,383        | 91,922      | 53,230      | 34,467    |
| 2008년 | 93,332        | 92,747      | 56,079      | 38,433    |
| 2009년 | 92,280        | 92,336      | 57,660      | 39,641    |
| 2010년 | 92,813        | 92,984      | 60,655      | 42,416    |
| 2011년 | 90,227        | 89,812      | 60,413      | 40,842    |
| 2012년 | 93,383        | 99,517      | 72,280      | 54,467    |
| 2013년 | 96,249        | 102,139     | 75,516      | 54,739    |
| 2014년 | 97,378        | 102,024     | 78,008      | 54,876    |

## 역 주변
- 도부 철도 이세사키 선 도쿄 스카이트리 역
- 도부 철도 본사
- 도쿄 스카이트리 타운 (도쿄 스카이트리 이스트 타워 지하 3층 콩코스 층으로 직결)
  - 도쿄 스카이트리
  - 도쿄 스카이트리 이스트 타워
  - 도쿄 소라마치
  - 지바 공업대학 도쿄 스카이트리 타운 캠퍼스
- 스미다 구청 요코가와 출장소
- 스미다 구 요코가와 커뮤니티 회관
- 스미다 구 노동자 복지 서비스 센터
  - 스미다 소비자 센터 · 여성 센터
- 요코조켄 강
- 게이세이 오시아게 빌딩

## 인접 역
| 게이세이 전철 오시아게 선 · 도쿄 도 교통국 아사쿠사 선 | 게이세이 전철 오시아게 선 · 도쿄 도 교통국 아사쿠사 선        | 게이세이 전철 오시아게 선 · 도쿄 도 교통국 아사쿠사 선 |
| ------------------------------------------------------ | ------------------------------------------------------------- | ------------------------------------------------------ |
| A 18 아사쿠사 니시마고메 방면                          | 아사쿠사 선 쾌속 특급 · 액세스 특급 · 특급 · 통근 특급 · 쾌속 | 아오토 KS 09 아오토 방면                               |
| A 19 혼조아즈마바시 니시마고메 방면                    | 아사쿠사 선 보통                                              | 게이세이히키후네 KS 46 아오토 방면                     |
| 도쿄 메트로 한조몬 선 · 도부 철도 도부 스카이트리 라인 |                                                               |                                                        |
| Z 13 긴시초 시부야 방면                                | 한조몬 선                                                     | 히키후네 TS 04 이세사키 방면                           |